# برايان ناش
برايان نـاش (بالإنجليزية: Brian Nash)‏ هو عازف قيثارة وكاتب أغاني بريطاني، ولد في 20 مايو 1963 في ليفربول في المملكة المتحدة.

## وصلات خارجية
- الموقع الرسمي
- برايان نـاش على موقع IMDb (الإنجليزية)
- برايان نـاش على موقع ميوزك برينز (الإنجليزية)
- برايان نـاش على موقع أول ميوزيك (الإنجليزية)
- برايان نـاش على موقع أول ميوزيك (الإنجليزية)
- برايان نـاش على موقع ديسكوغز (الإنجليزية)